# باتريك لوديفايكس
باتريك لوديفايكس (بالهولندية: Patrick Lodewijks) (21 فبراير 1967 بآيندهوفن في هولندا - ) هو لاعب كرة قدم هولندي في مركز حراسة المرمى. لعب مع فاينورد ونادي آيندهوفن ونادي غرونينغن.

## وصلات خارجية
- باتريك لوديفايكس على موقع الاتحاد الأوربي (الإنجليزية)
- باتريك لوديفايكس على موقع قاعدة بيانات كرة القدم.إي يو (الإنجليزية)
- باتريك لوديفايكس على موقع عالم كرة القدم.نت (الإنجليزية)